# Gangara, Tanout
Gangara este o comună rurală din departamentul Tanout, regiunea Zinder, Niger, cu o populație de 88.670 de locuitori (2001).